# جون ماكدونل (رجل أعمال)
جون ماكدونل (بالإنجليزية: John McDonnell)‏ هو شخصية أعمال أمريكي، ولد في 1938 في بالتيمور في الولايات المتحدة.

## وصلات خارجية
- جون ماكدونل على موقع إن إن دي بي (الإنجليزية)